# Michal Konečný (lední hokejista)
Michal Konečný (* 30. srpna 1964) je český hokejový trenér, bývalý československý a český hokejista.

## Hráčská kariéra
Začínal v TJ Slovan Rosice (dnes HK Slovan Rosice), jeho hráčská kariéra pokračovala v klubech VTJ Litoměřice, TJ Lokomotiva Ingstav Brno, TJ Zetor Brno (HC Zetor Brno, HC Kometa Brno), TJ DS Olomouc (HC Olomouc) a HK Jesenice, Slovinsko.
V sezóně 1993/1994 zažil Michal Konečný vrchol hráčské kariéry v klubu HC Olomouc, který se toho roku stal historicky prvním vítězem samostatné české extraligy.
V sezoně 1989-90 se stal nejlepším střelcem klubu TJ Zetor Brno s bilancí 19 branek (jedna navíc v prolínací soutěži).
V sezoně 1995-96 se stal nejlepším střelcem klubu HC Kometa s bilancí 17 branek
| Sezona  | TÝM                        | SOUTĚŽ                |
| ------- | -------------------------- | --------------------- |
| 1981-82 | TJ Slovan Rosice           | KP                    |
| 1982-83 | TJ Slovan Rosice           | KP                    |
| 1983-84 | VTJ Litoměřice             | 2.NHL                 |
| 1984-85 | VTJ Litoměřice             | 2.NHL                 |
| 1985-86 | TJ Lokomotiva Ingstav Brno | 1.NHL                 |
| 1986-87 | TJ Lokomotiva Ingstav Brno | 1.NHL                 |
| 1986-87 | TJ Lokomotiva Ingstav Brno | 1.NHL play-off        |
| 1987-88 | TJ Zetor Brno              | 1.liga                |
| 1987-88 | TJ Lokomotiva Ingstav Brno | 1.NHL                 |
| 1988-89 | TJ Zetor Brno              | 1.liga - prolínací s. |
| 1988-89 | TJ Zetor Brno              | 1.NHL                 |
| 1989-90 | TJ Zetor Brno              | FHL                   |
| 1989-90 | TJ Zetor Brno              | FHL - prolínací s.    |
| 1990-91 | HC Zetor Brno              | 1.ČNHL                |
| 1991-92 | HC Zetor Brno              | FHL                   |
| 1991-92 | TJ DS Olomouc              | FHL                   |
| 1991-92 | TJ DS Olomouc              | FHL play-off          |
| 1992-93 | HC Olomouc                 | FHL                   |
| 1993-94 | HC Olomouc                 | ELH                   |
| 1993-94 | HC Olomouc                 | ELH play-off          |
| 1994-95 | HC Kometa Brno             | 1.liga                |
| 1994-95 | HC Kometa Brno             | 1.liga play-off       |
| 1995-96 | HC Kometa BVV Brno         | ELH                   |
| 1995-96 | HC Kometa BVV Brno         | ELH - baráž           |
| 1996-97 | HK Jesenica                | Liga                  |
| 1997-98 | HC Slovan Rosice           | 2.liga                |
| 1997-98 | HK Jesenica                | Liga                  |
| 1998-99 | HC Senators Rosice         | 1.liga                |
| 1999-00 | HC eD's System Senators    | 1.liga                |

## Trenérská kariéra
Začínal jako asistent trenéra a sportovní manažer v HC Senators Rosice. Jako trenér působil v HC Břeclav (HC Lvi Břeclav), SKLH Žďár nad Sázavou, SHK Drtiči Hodonín, BK Havlíčkův Brod a Hokej Vyškov.